# Mathieu-Guillaume-Thérèse Villenave
Mathieu-Guillaume-Thérèse Villenave   (Sant Felitz de Lauragués, 13 d'abril de 1762 - Nantes i París, 16 de març de 1846) fou un home de lletres, periodista, advocat, bibliòfil i col·leccionista d'autògrafs francès.

## Biografia
Germà gran d'altres set fills, inicialment va ser destinat a l'estat eclesiàstic. Dotat per a les cartes, va marxar a París on es va fer tutor i es va fer amic de Madame de Staël. Va abandonar l'estat eclesiàstic a l'inici de la Revolució Francesa i es va casar, a Nantes, amb la senyoreta Tasset, una francesa que havia passat la seva joventut a Londres; van tenir dos fills, Mélanie, poeta i novel·lista, i Théodore, poeta. Villenave exercia la professió d'advocat.
Cap a mitjans de 1792 va acollir, per un moment, a casa seva nantesa, l'astrònom i polític Bailly, abans que aquest fos detingut una mica més tard a Melun i enviat al cadafal. El setembre de 1793, Villenave i la seva dona foren al seu torn arrestats. Restà tancat al castell de Luzancy, a la vora del riu que serveix de teatre a les execucions de Carrier; formà part del comboi de 132 nantesos enviats a París sota l'acusació d'opinions contrarevolucionàries. Villenave en va escriure un relat a la seva Relation du voyage de cent trente-deux Nantais; gairebé van ser afusellats a Ancenis i ofegats a Angers, i un cert nombre va morir durant el viatge. Els supervivents, jutjats després de la caiguda de Robespierre, van ser absolts pel Tribunal Revolucionari. Havent tornat a ser advocat, va defensar els membres del comitè revolucionari de Nantes, així com la majoria dels dirigents de la Vendée, inclòs el general Charette.
Va abandonar aquesta professió poc després per dedicar-se únicament a la literatura. Sota l'Imperi i la Restauració, va participar en la redacció de diversos diaris com La Quotidienne i Le Courrier français. Tradueix autors llatins, Ovidi i Virgili. A més, té una notable col·lecció de llibres i sobretot autògrafs, especialment de l'època revolucionària. Va ser un dels primers a difondre el gust pels autògrafs a França.
Després de la seva mort el 1846, la seva col·lecció es va dispersar; una part va ser posada a la venda (a subhasta) per la seva filla Mélanie el 1865.

## Publicacions parcials

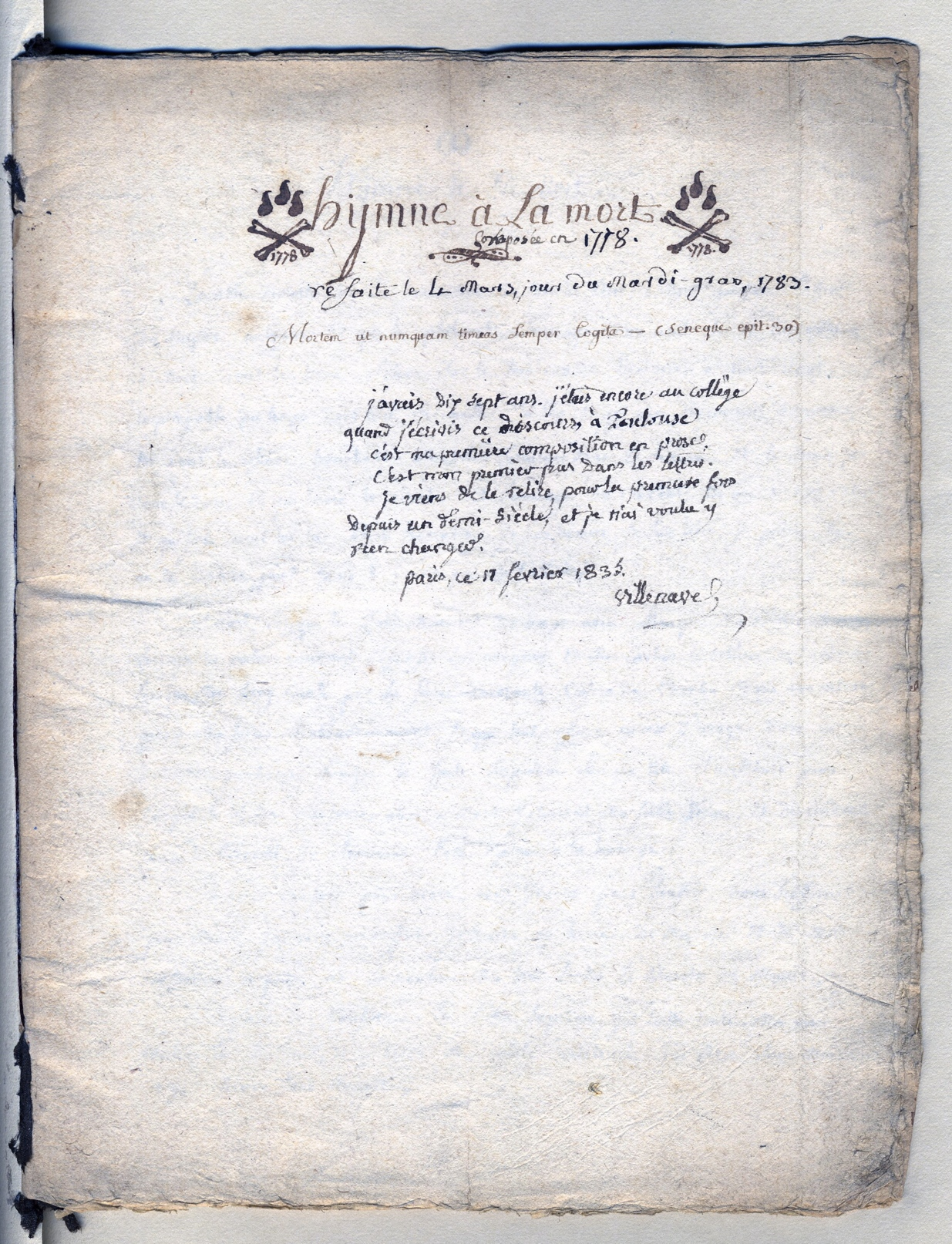
Hymne à la mort, tot el primer manuscrit de Villenave, 1778.

- Ode sur le dévouement héroïque du prince Maximilien-Jules-Léopold de Brunswick, 1786.
- Relation du voyage des cent trente-deux Nantais envoyés à Paris, 1794.
- La Jacobiniade, poème héroi-comique sur l'horrible catastrophe des Jacobins, 1794.
- Vie d'Ovide, contenant des notions historiques et littéraires sur le siècle d'Auguste, 1809.
- Les Destins de la France dans les élections de 1815, 1815.
- Les Deux genres, 1834.
- Abélard et Héloïse, 1834.
- De l'Amour, considéré dans tout ce qu'il y a de grand et de beau. Fragment en vers, 1841.
- Extrait d’un poème sur la vie future, 1842.
- Société de la morale chrétienne, 1842.

## Signatures diverses
- Abbé de Villenave
- Citoyen Villenave
- Villenave Père
- Laporte aîné (seudónimo)
- Nolin (seudónimo)